# Roquet

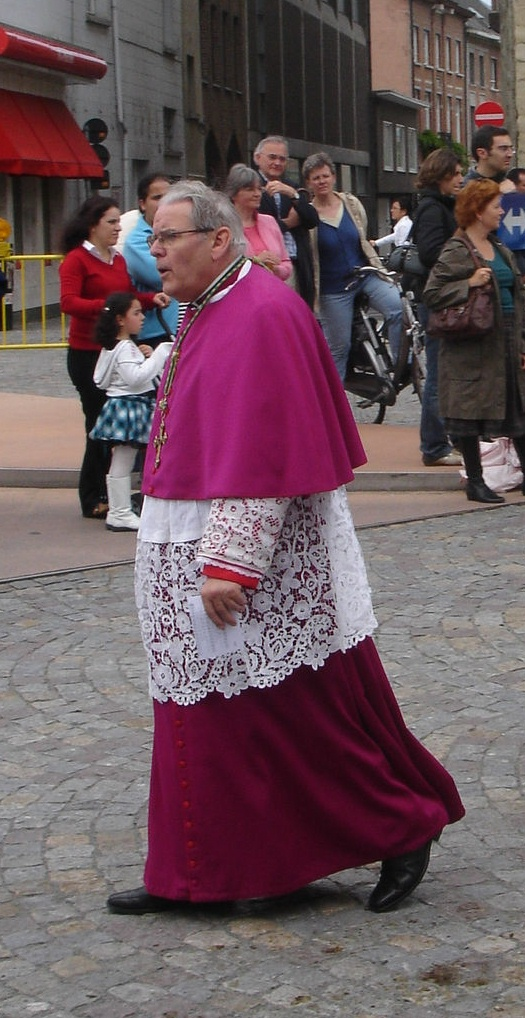
Roger Vangheluwe, bisbe de Bruges, amb roquet de puntes.

El roquet és una vestimenta eclesiàstica, a manera de túnica, de lli blanc o batista, similar a l'alba però més curta, arribant fins a sota del genoll (en la tradició anglicana és més llarg i arriba fins a la volta de la sotana), i sense cenyir al cos, o com el sobrepellís però amb les mànigues més estretes. Habitualment les vores són ornamentades amb puntes. Es porta sobre la sotana com a hàbit de cor i en serveis del culte altres que l'eucaristia com processons, enterraments, etc.
L'ús del roquet, des del segle xiii és reservat als bisbes i alguns preveres i diaques. També forma part de l'hàbit dels canonges regulars,que el poden dur substituint el sobrepellís i, per tant, també en els oficis litúrgics.

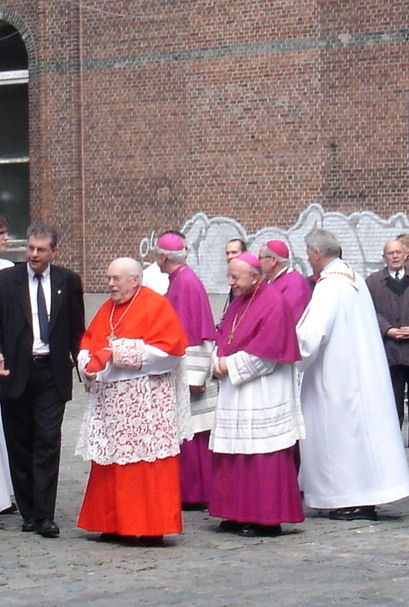
El cardenal Godfried Danneels, porprat, amb tres bisbes, tots amb roquets
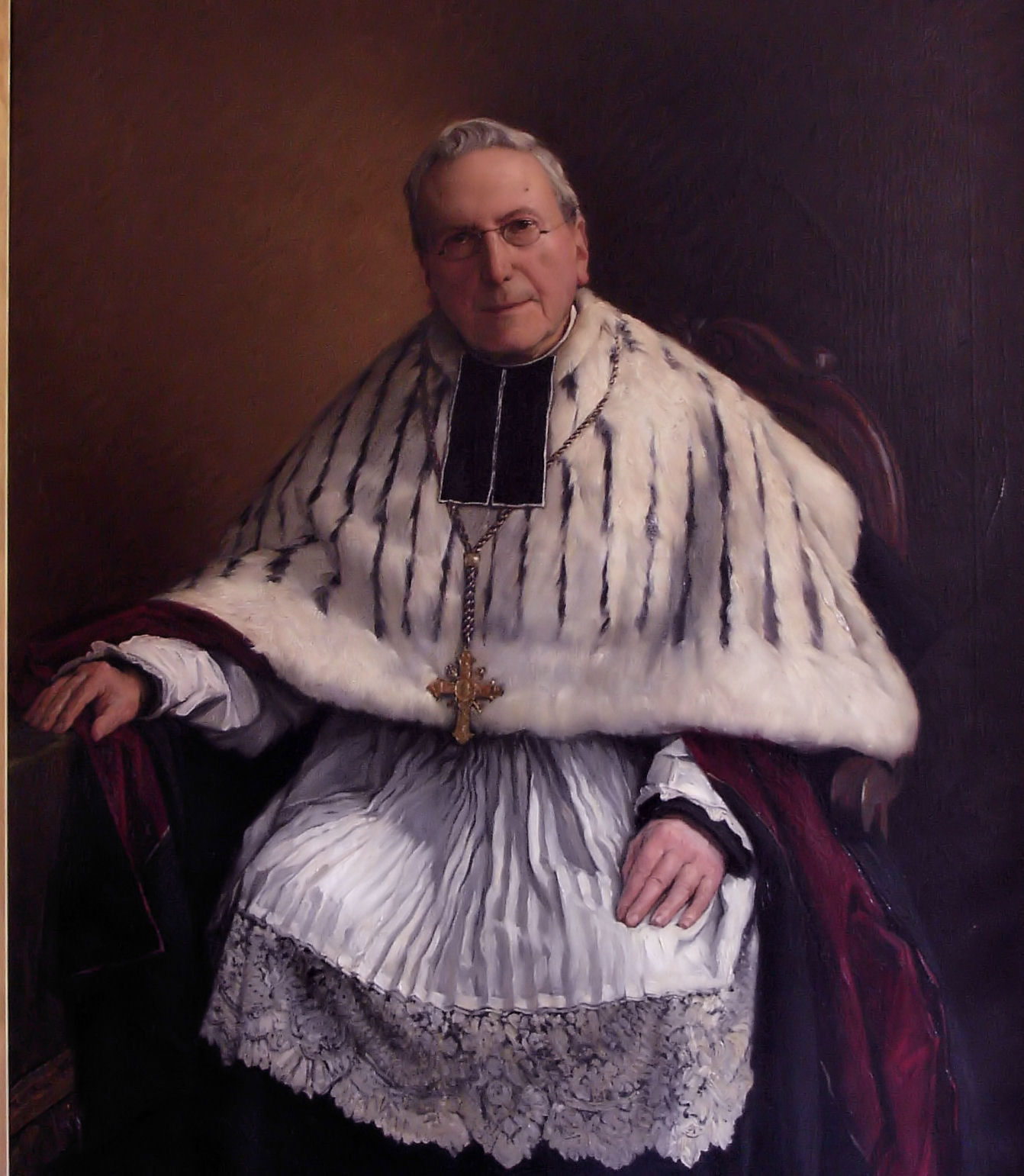
Canonge del segle xix, amb roquet de puntes
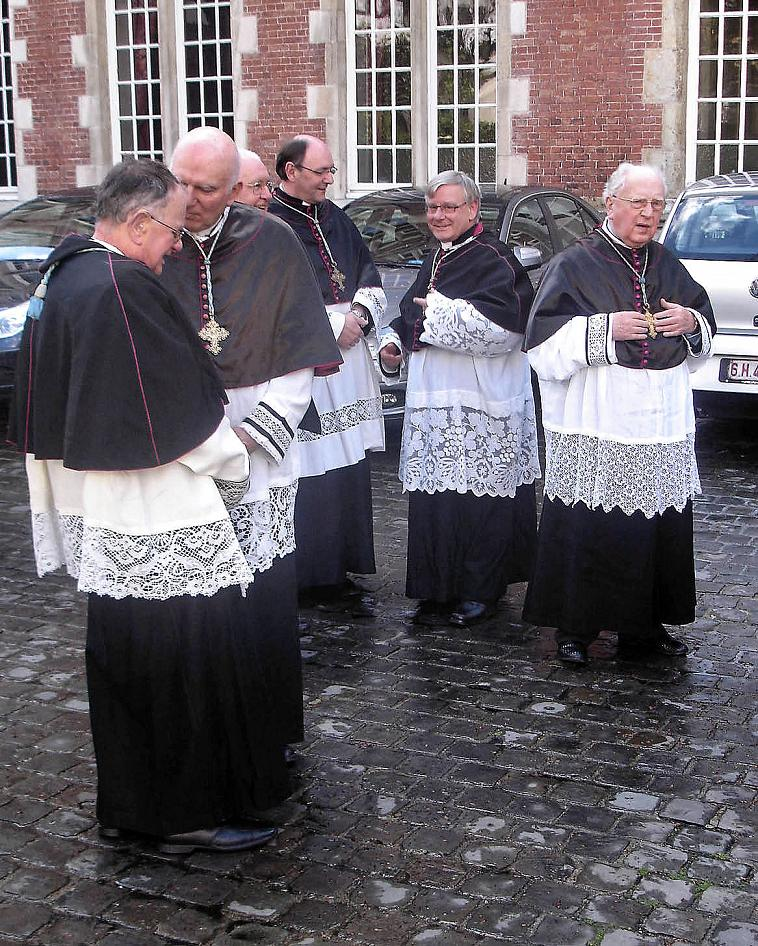
Canonges de Bruges, a la processó de la Santa Sang

Sembla que es feia servir ja al segle ix. El nom, que deriva del llatí rocchetum o l'alemany rock, que volen dir "hàbit", començar a fer-se servir al segle xiii.